# 弥山 (広島県)
弥山（みせん）は広島県廿日市市宮島町の宮島（厳島）の中央部にある標高535 mの山。古くからの信仰の対象になっている。

## 概要
山頂には2013年に建て替えられた展望台「宮島弥山展望休憩所」がある。初代内閣総理大臣伊藤博文は「日本三景の一の真価は頂上の眺めにあり」と絶賛した。
周辺海域（瀬戸内海）および島全体として、瀬戸内海国立公園内に位置しており、弥山の山麓は、ユネスコの世界遺産「厳島神社」の登録区域の一部となっている。
北側斜面には、国の天然記念物となっている「瀰山原始林」が存在し、暖温帯性針葉樹のモミと南方系高山植物ミミズバイの同居やヤグルマの群落など、特異な植物・植生の分布が見られる。登山中には鹿（宮島の鹿）に出会うこともある。

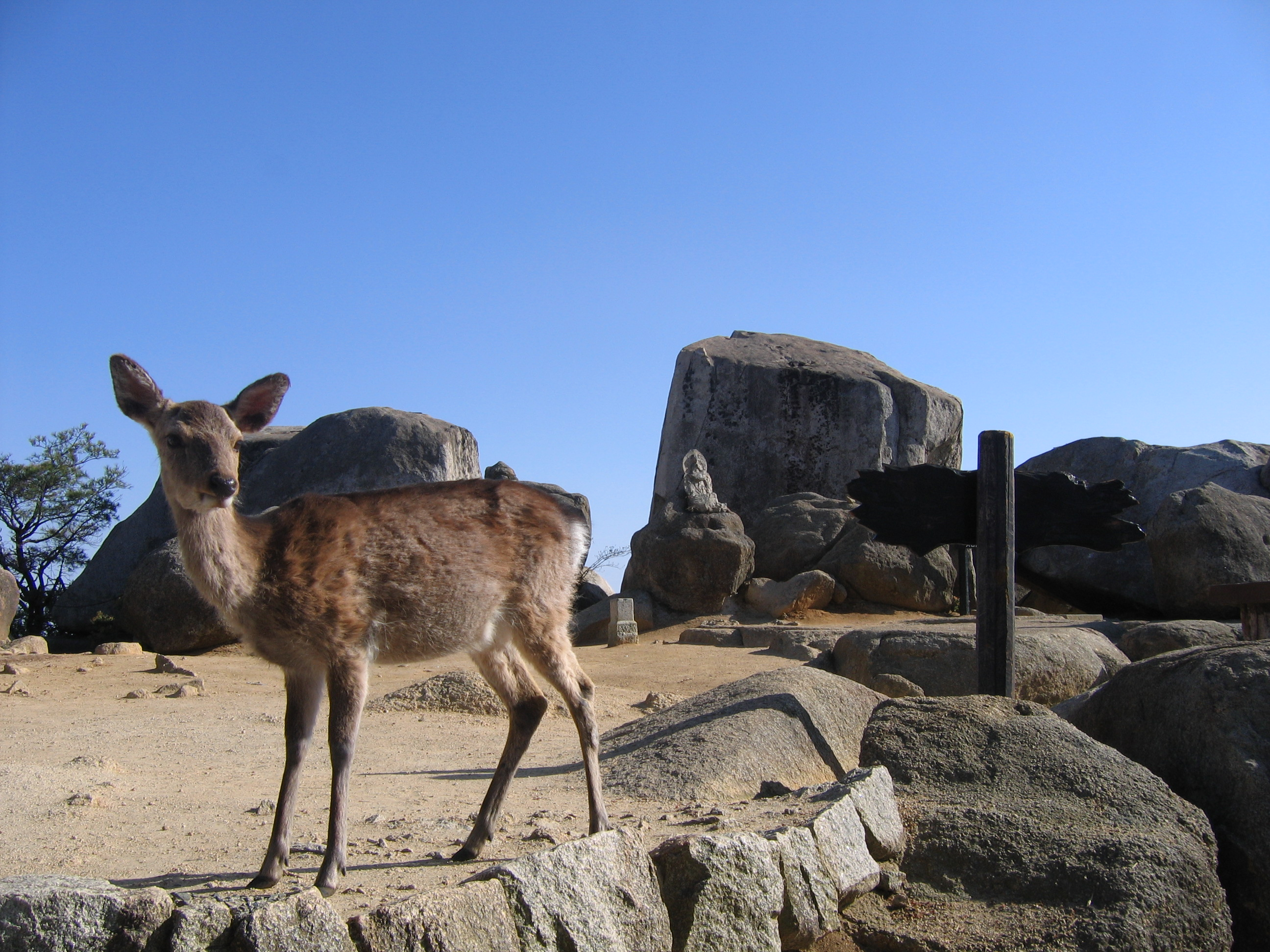
頂上の巨石群と鹿

平安時代の大同元年（806年）に空海（弘法大師）が弥山を開山し、真言密教の修験道場となったと伝えられる。
山頂付近には御山神社（みやまじんじゃ）、山頂付近から山麓にかけては大聖院の数々の堂宇、裾野には厳島神社を配し、信仰の山として古くから参拝者が絶えない。
山名については、山の形が須弥山に似ていることからという説や、元は「御山」（おやま、みやま）と呼んでいたのが「弥山」となったという説などがある。なお、山頂にある三角点の名称は「御山」である。
山頂一帯に見られる巨石群は磐座とみられる。磐座を祭祀対象とする山岳信仰の開始は一般に古墳時代以降とされる。厳島沿岸部に複数存在する縄文遺跡および同時期の遺跡である地御前南町遺跡など対岸の縄文遺跡からも祭祀に関わる明瞭な遺物は確認されていない。郷土史家の木本泉はこれを縄文時代の祭祀遺跡と主張するが資料的裏付けに欠ける。弥山中腹からは古墳時代末以降の祭祀遺跡が発見されており、弥山に対する山岳信仰はこの頃始まったものと考えられている。
弥山北側尾根上の標高270-280メートル地点にある岩塊群周辺の山中から、古墳時代末から奈良時代にかけての須恵器や土師器、瑪瑙製勾玉、鉄鏃などの祭祀遺物が採集されており、山頂から麓の斎場に神を招き降ろす祭祀が行なわれた磐座に比定する説がある。弥山の本堂付近からは奈良～平安時代頃の緑釉陶器や仏鉢などが出土した。弥山水精寺（大聖院の前身）は従来鎌倉時代に対岸から移設したとされていたが、より古い時代に創建された可能性がある。

## 登山経路
宮島桟橋から厳島神社まで来るとその周辺から山頂まで主に7つの登山経路が存在する。
宮島ロープウエーコース
紅葉谷駅から宮島ロープウエーに乗り、獅子岩駅で下車し山頂に登ることができる。
紅葉谷公園入口から紅葉谷駅までは無料のシャトルバス（毎時間１０、３０、５０分の二十分間隔）も運行されている。
紅葉谷コース
紅葉谷公園から紅葉谷川に沿って登ることができる。坂道が多いコースで、所要時間は約90分。
夕日観音コース
紅葉谷公園から夕日観音を経由する。
大聖院コース
大聖院から仁王門跡を経由する。石段が多いコースで、所要時間は約90分から120分。
大元公園コース
大元公園から岩屋大師を経由する。所要時間は約120分。

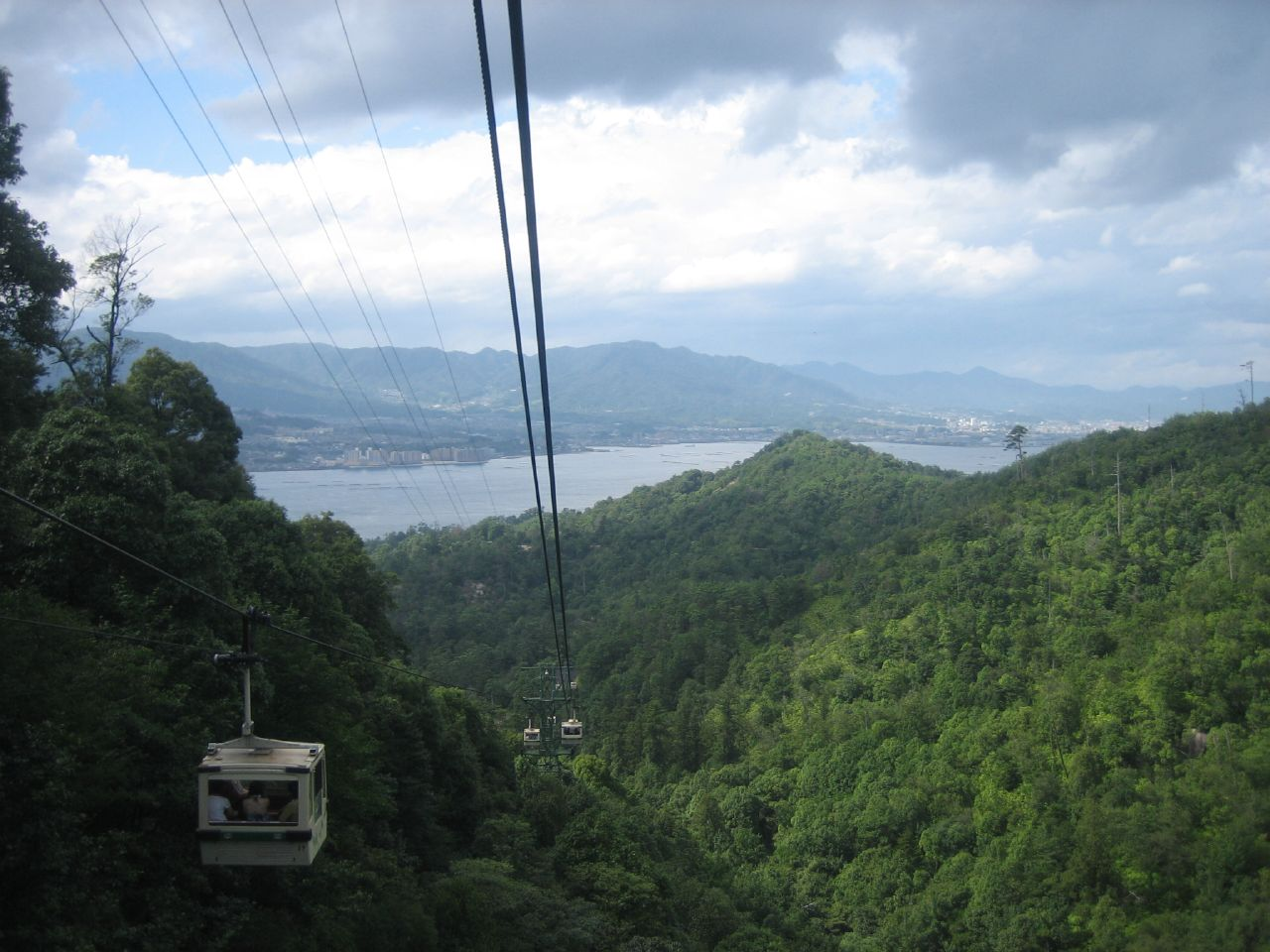
宮島ロープウエー
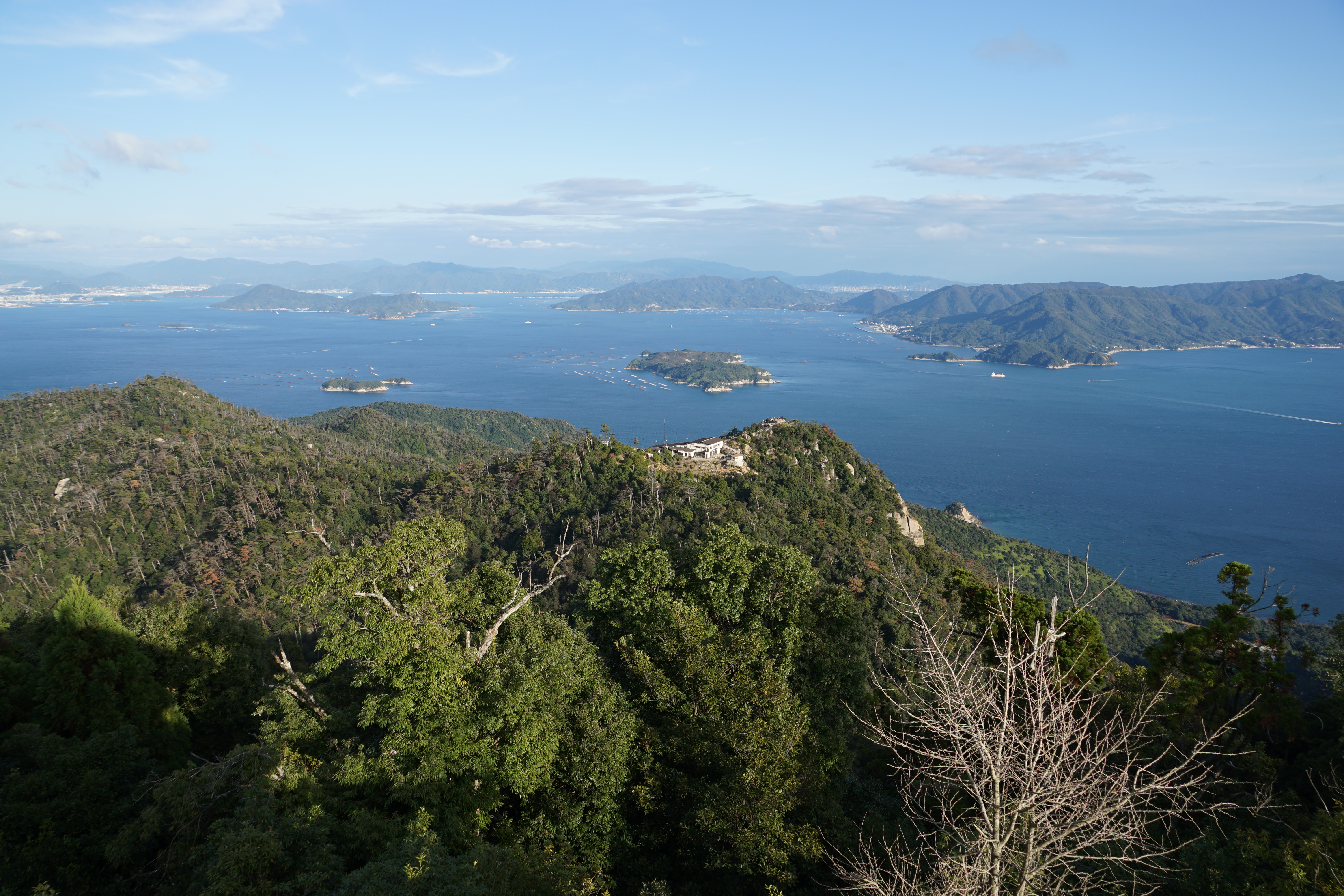
山頂から見た宮島ロープウエー終着点となる獅子岩駅方面
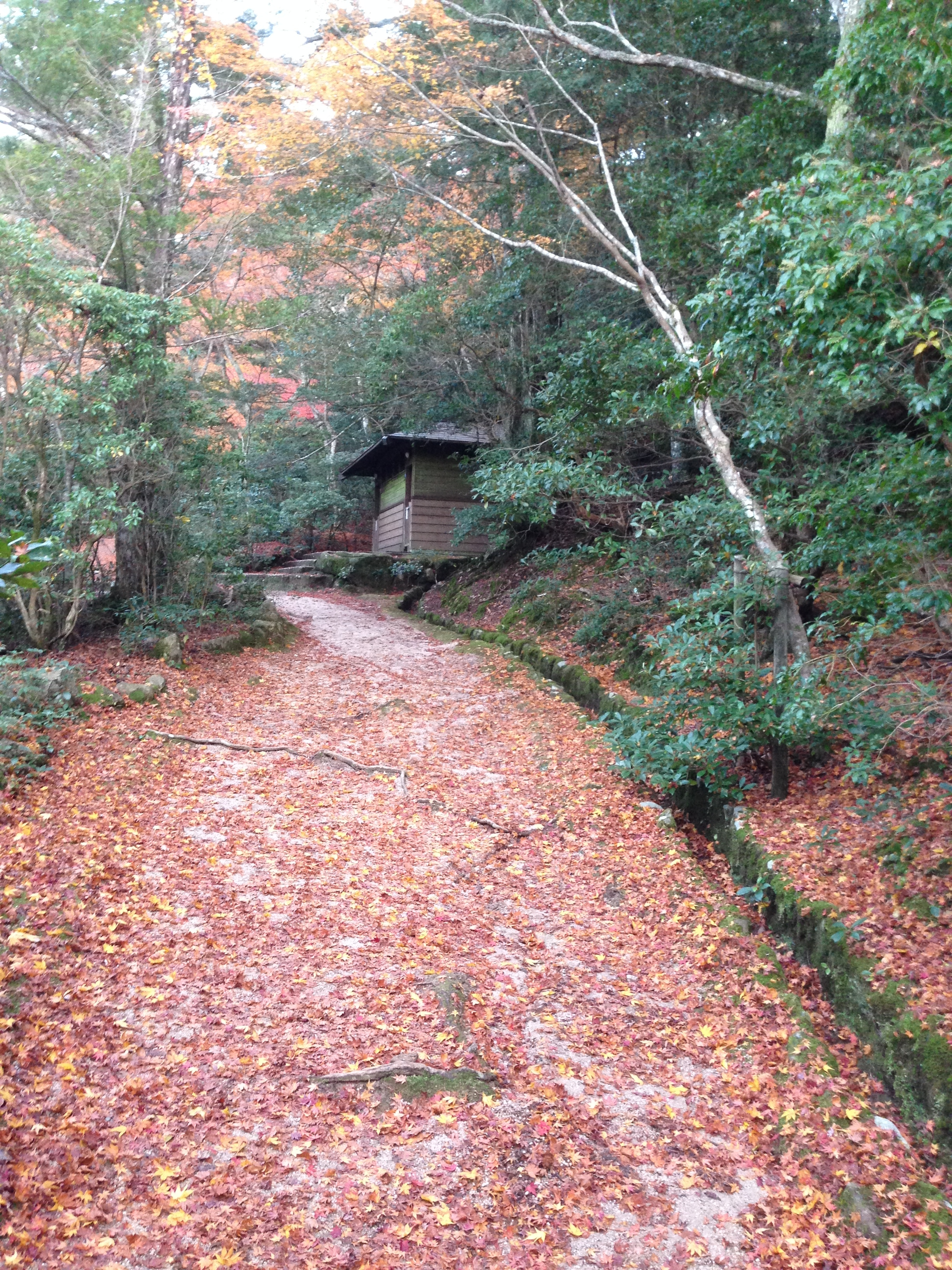
紅葉谷コース
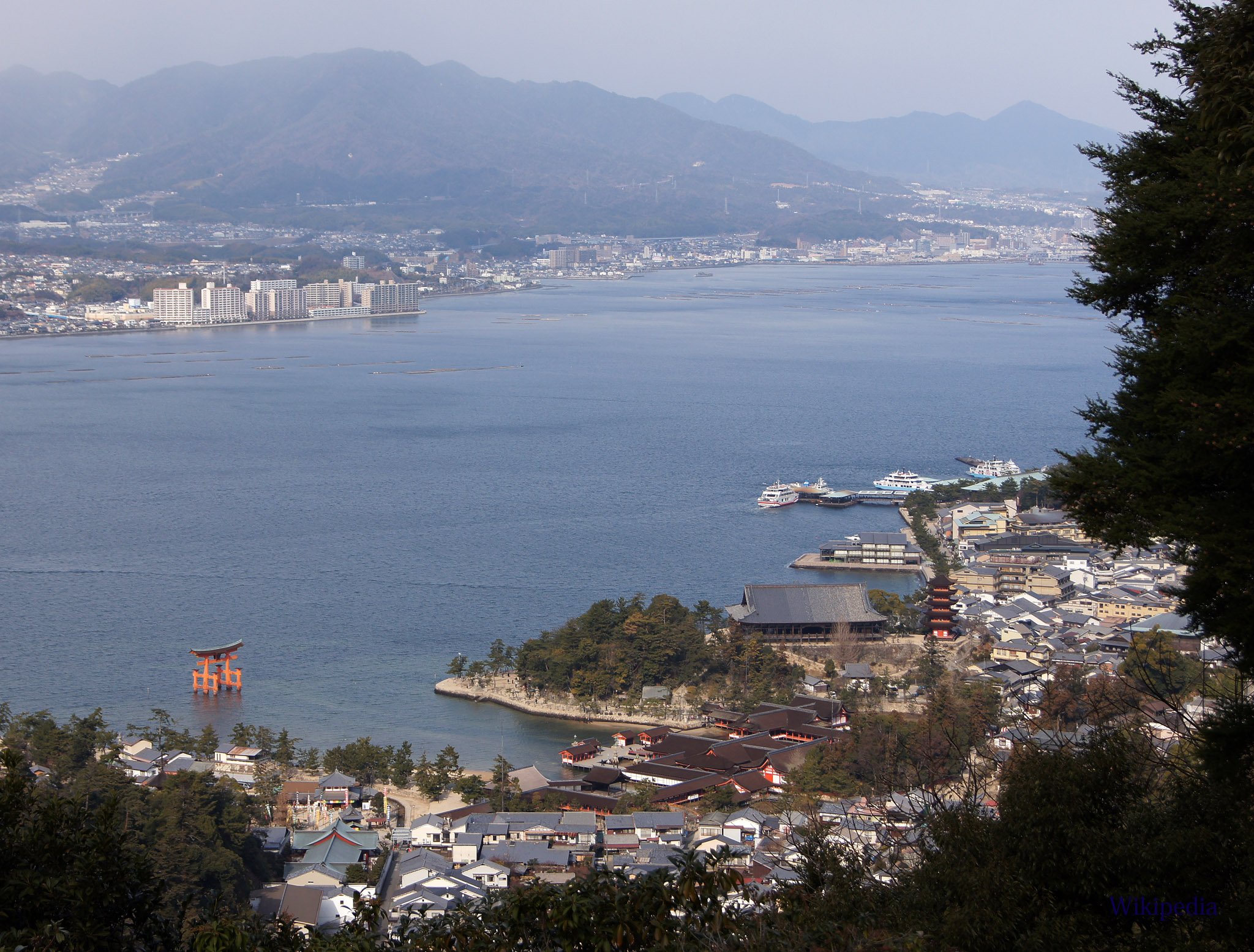
大聖院コースから見た厳島神社

## 弥山の七不思議
消えずの霊火（きえずのれいか）
大同元年（806年）、空海が宮島で修行をした時に焚かれた護摩の火がおよそ1,200年間、昼夜燃え続け、元火の絶えない霊火。不消霊火堂（きえずのれいかどう）にある。大茶釜の湯は、万病に効く霊水と言われている。広島平和記念公園の平和の灯の元火の一つとなった。
干満岩（かんまんいわ）
山頂から徒歩五分ほどの山奥にある。大きな岩の側面に開いた小さな穴で、その中の水は海の潮が満ちると溢れ、潮が引くと乾くと言われている。
曼荼羅岩（まんだらいわ）
弥山本堂の南側に数十畳の大岩があり、弘法大師が筆したものを、石面に梵字と真字で「三世諸物天照大神宮正八幡三所三千七百余神云々」と彫り込まれている。
錫杖の梅（しゃくじょうのうめ）
弥山本堂のすぐ脇の梅の木で、弘法大師が立てかけた錫杖が、根を張り八重紅梅が美しく咲き始めたといわれている。また弥山に不吉な兆しがあるときは咲かないともいわれている。
時雨桜（しぐれざくら）
晴天の日でも、この桜の木の下だけは時雨のように露が落ちていたといわれる桜。現在は枯れてしまい現存しない。
龍灯の杉（りゅうとうのすぎ）
旧正月元日の夜から6日間、宮島周辺の海面にたくさんの灯火が現れる。これを「龍灯」といい、この龍燈が最もよく見えた弥山の大杉が龍灯杉と伝えられていた。現存していない。
拍子木の音（ひょうしぎのおと）
人気のない深夜に拍子木の音が聞こえると言われ、天狗の仕業だろうと伝えられている。

## ギャラリー

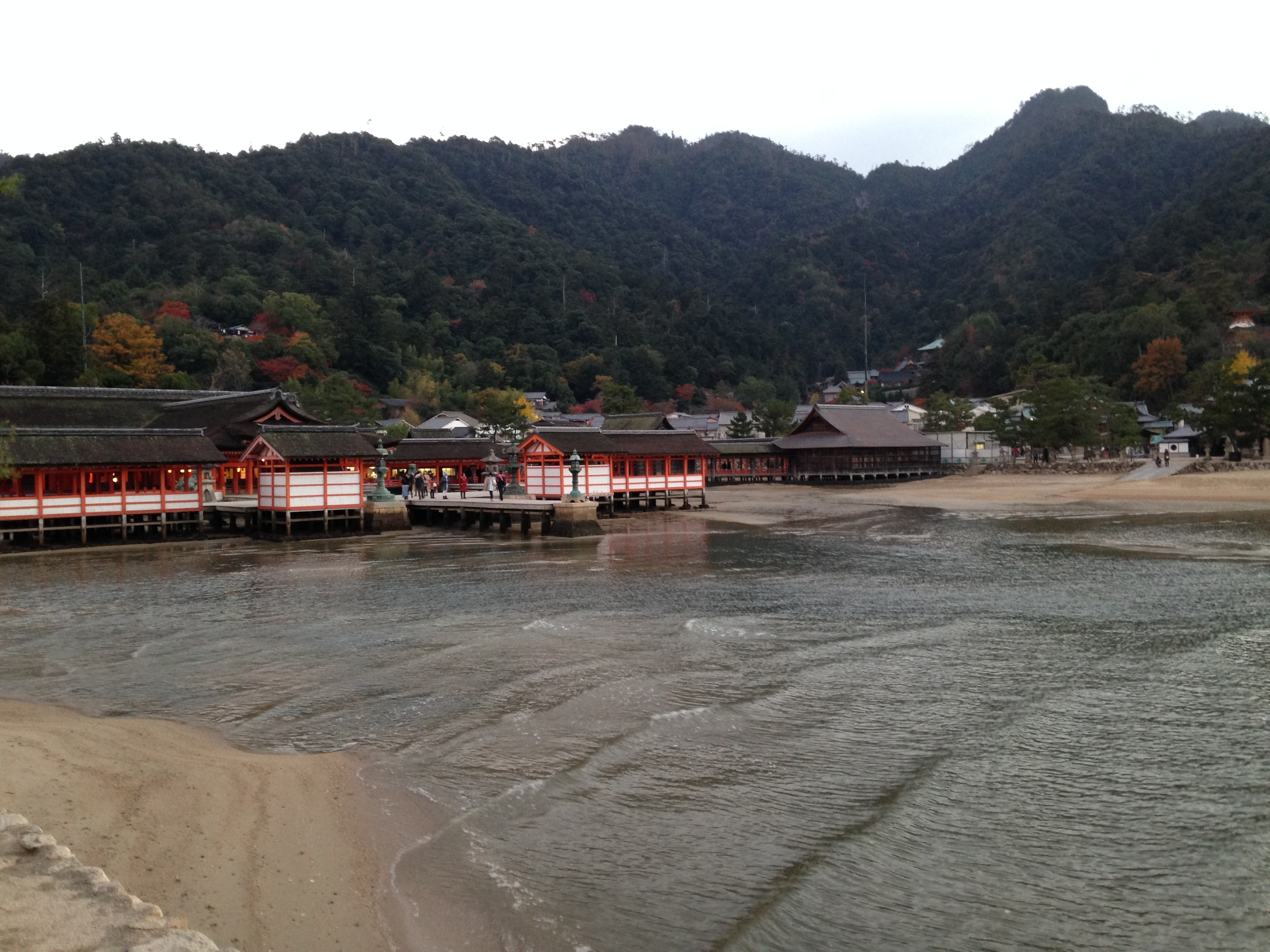
厳島神社と弥山
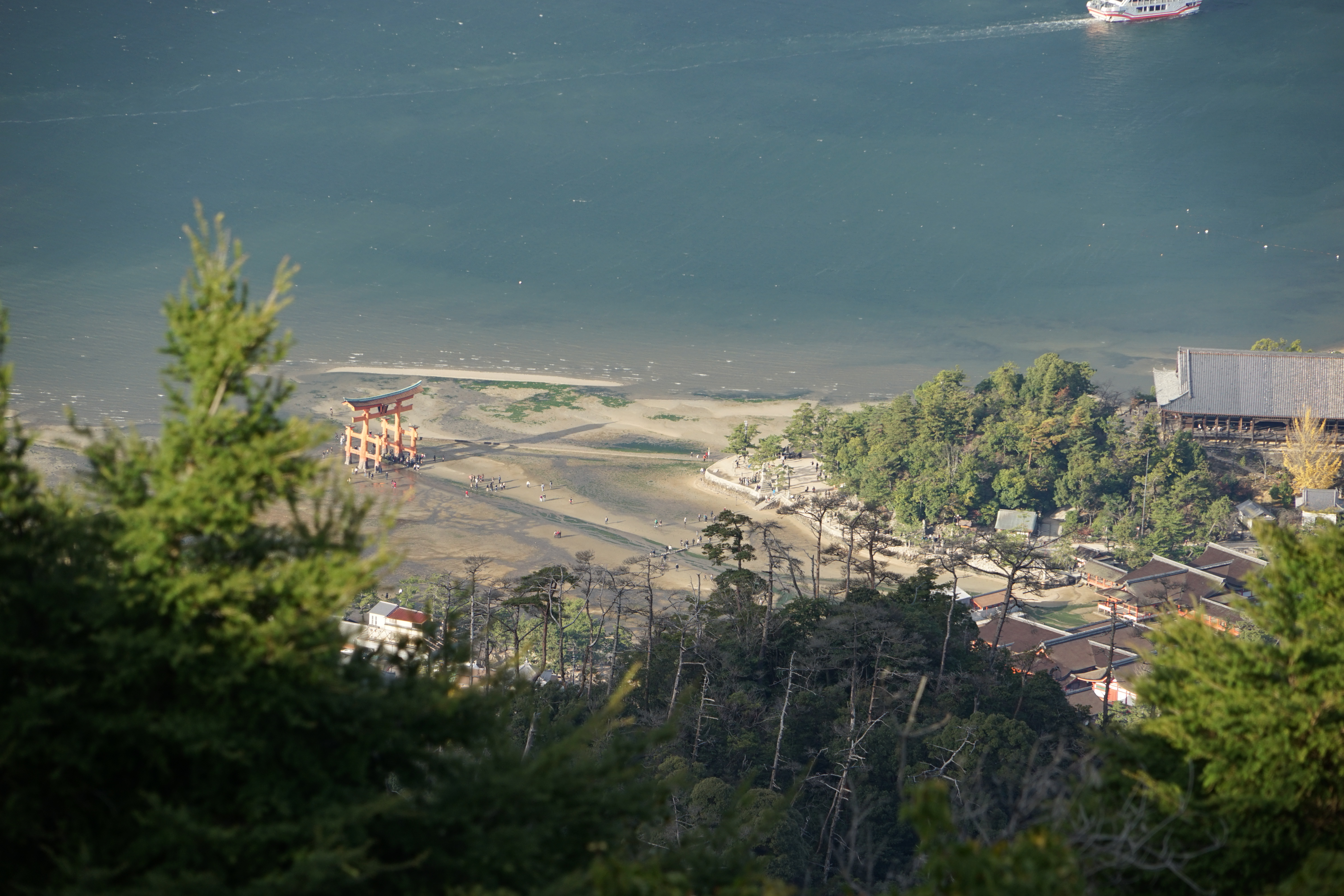
厳島神社の鳥居
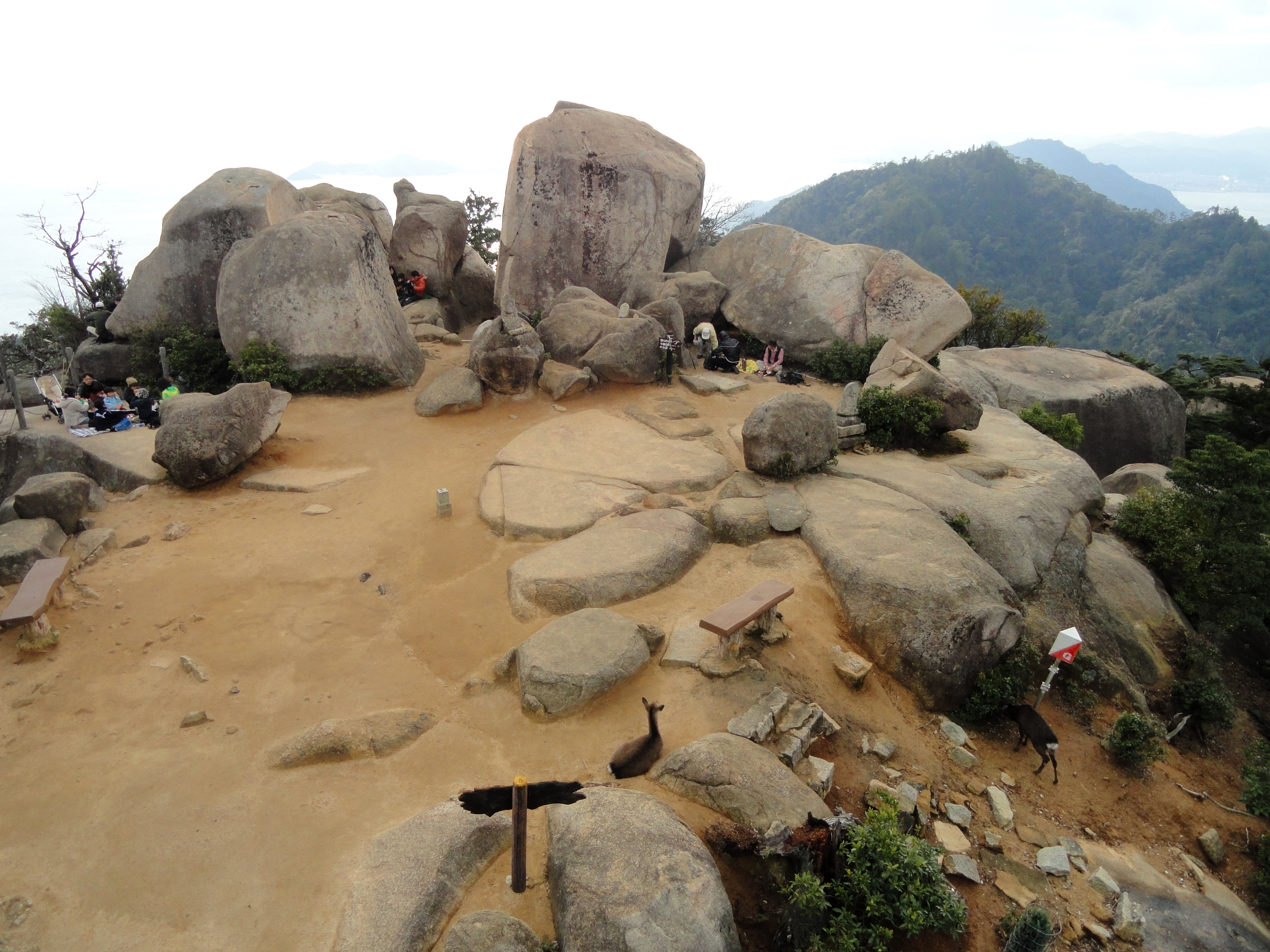
山頂の巨石群
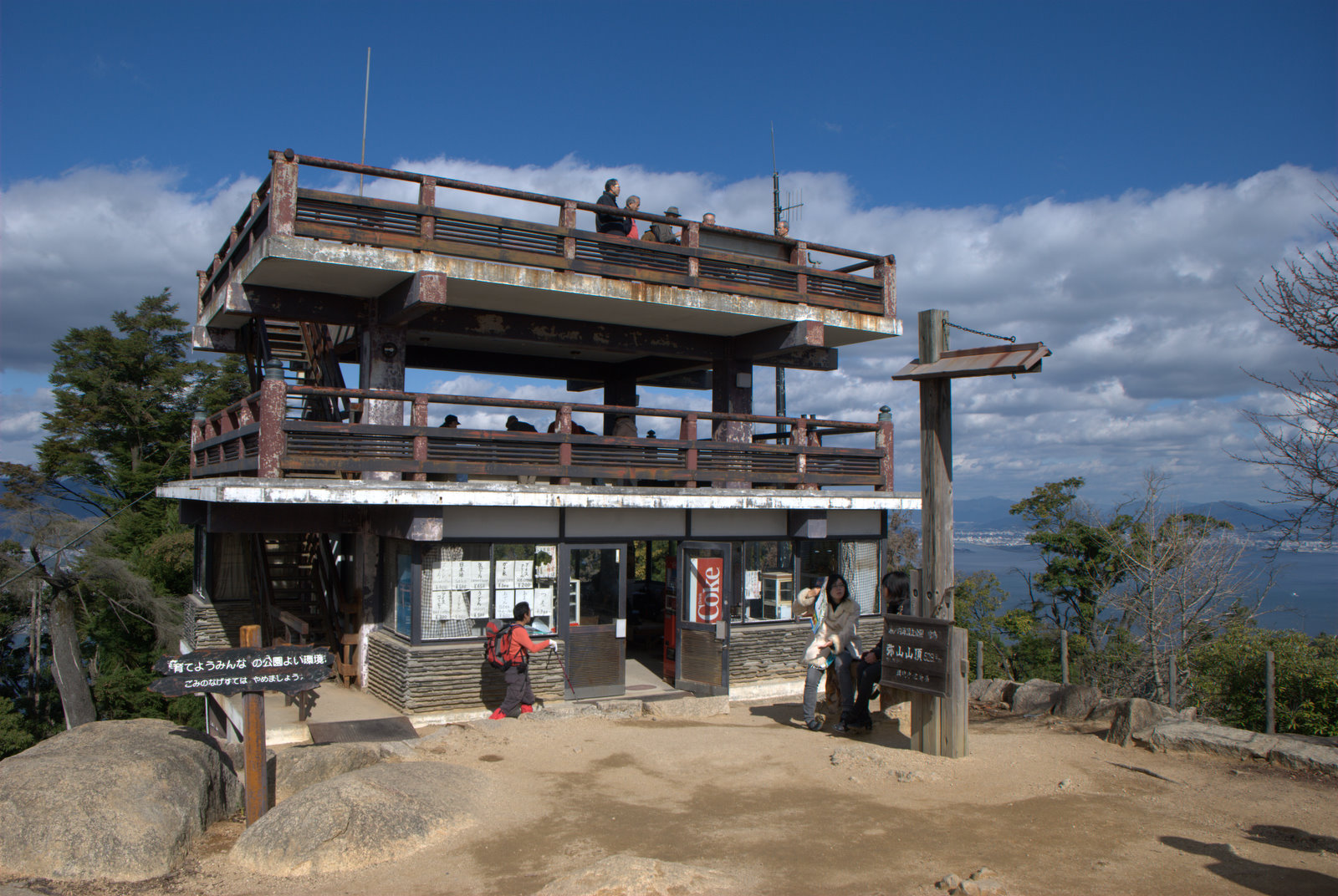
山頂の展望台
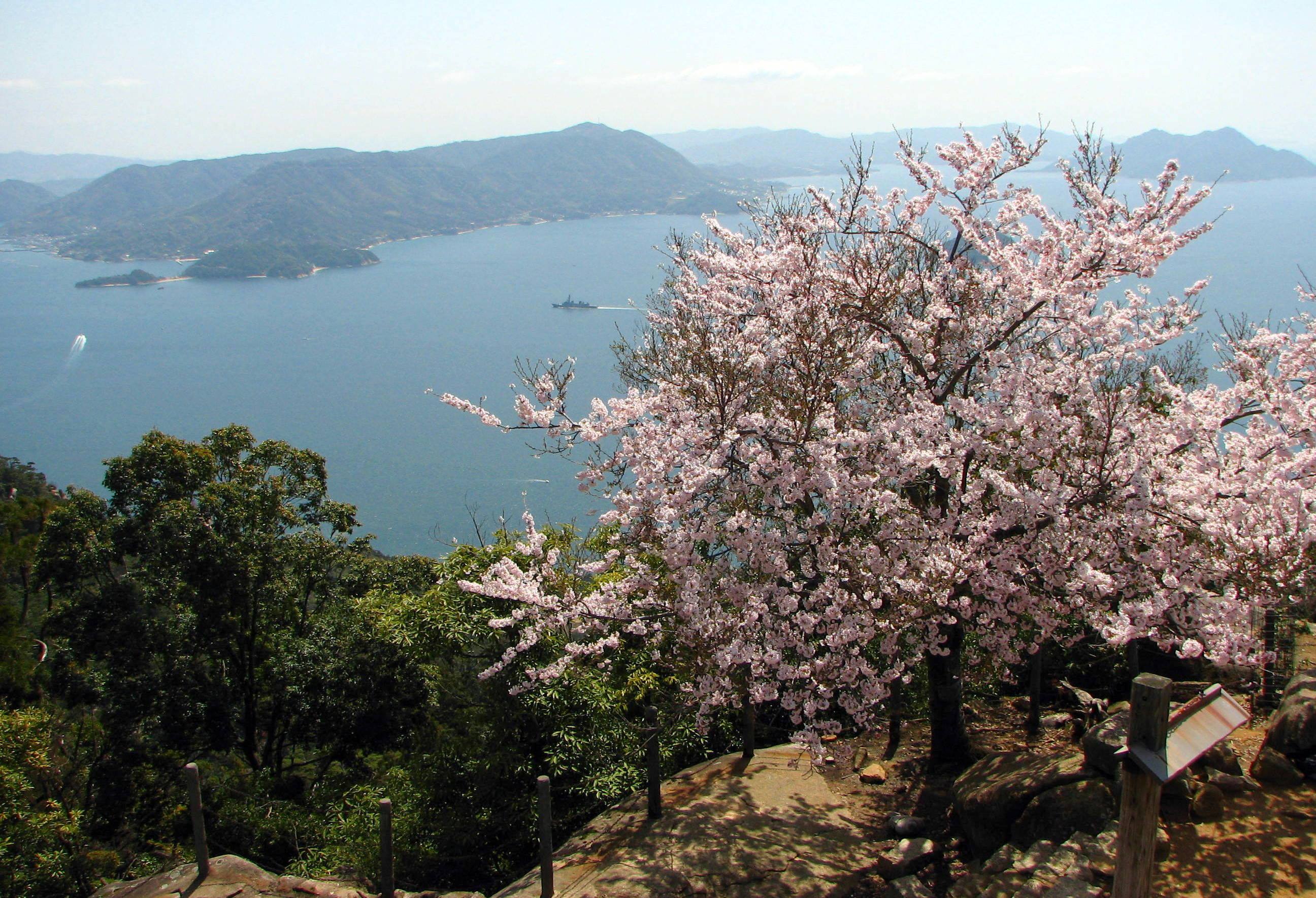
山頂からの眺め